# Nyköpings gästabud

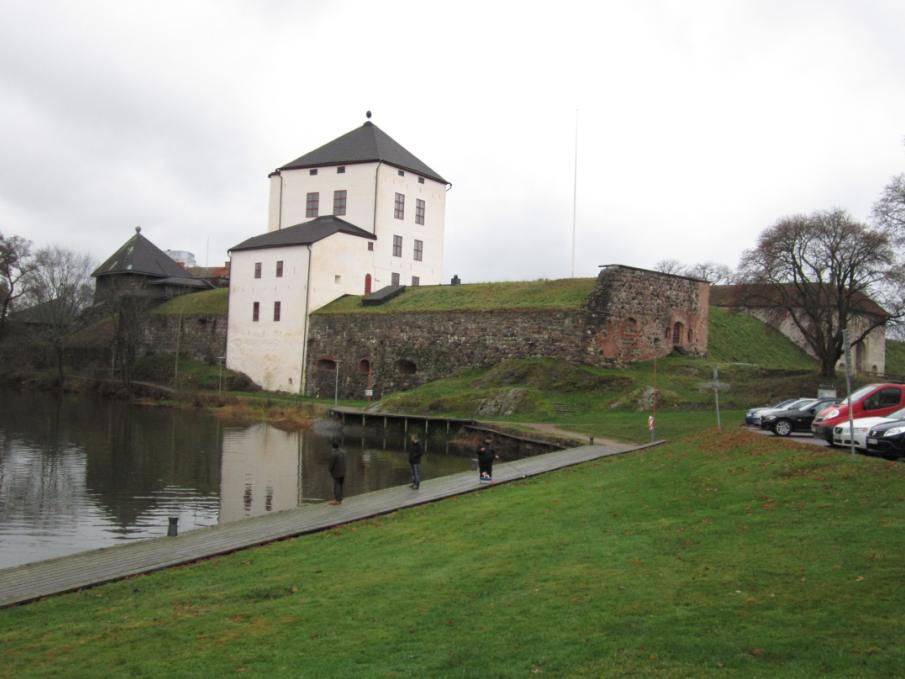
Återstoden av Nyköpingshus (2013), där Nyköpings gästabud utspelade sig 1317. Nyköpingsån i förgrunden.

Nyköpings gästabud kallas de händelser som utspelades på Nyköpingshus i december 1317, då Sveriges kung Birger Magnusson fängslade sina bröder hertigarna Valdemar och Erik, vilka senare sattes att svälta ihjäl i fängelsetornet på Nyköpingshus. Den främsta källan till händelseförloppet är den högst partiska Erikskrönikan.

## Bakgrund

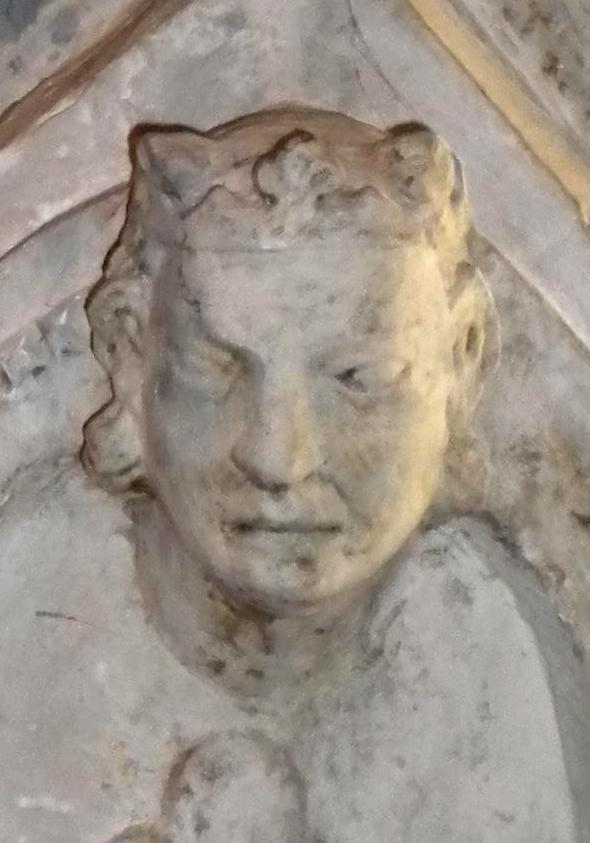
Kung Birger.

Magnus Ladulås dog år 1290 och lämnade efter sig tre minderåriga söner. Sonen Birger Magnusson var tronföljare men endast tio år gammal, vilket gjorde att Sverige en tid framöver regerades av en förmyndarregering, ledd av Birgers förmyndare marsken Torgils Knutsson. Torgils blev den som i realiteten ledde landet, även efter Birger blir myndig och gifter sig med den danske kungen Erik Menveds syster Märta 1298. År 1302 sker Birgers kröning till kung i Söderköping och arvet efter fadern Magnus skiftas, varpå Birgers bröder Erik och Valdemar blir hertigar över Södermanland respektive delar av Uppland och Finland. Troligen är det först nu Birger har någon reell makt, även om förmyndarregeringen med marsken Torgils i spetsen fortfarande innehar viss makt.
Relationerna mellan kungen och hans två bröder var efter kröningen ansträngda då i synnerhet brodern Erik strävade efter kungamakten, vilket gjorde att han snart blev en ledande kraft i oppositionen mot marsken. Våren 1304 avkrävde Birger och Torgils därför de två kungabröderna löften om underdånighet gentemot både kungen och marsken. Följden av detta blev att de två bröderna flydde till Norge där Erik tog Kungahälla län samt norra Halland i besittning tack vare sin förlovning med den norska kungadottern Ingeborg. Erik och Valdemar planerade för ett uppror mot Birger samtidigt som de genomförde räder in i Sverige. Trots att de fick stöd av Norge var de tvungna att erkänna sig besegrade genom fördraget i Kolsäter 1305.Bröderna försonas dock och Birger låter senare under året istället tillfångata sin marsk Torgils. Året därefter, 1306, avrättas sedan Torgils efter anklagelser om förräderi. Bröderna Valdemar och Erik hade tidigare genomfört en kupp mot Sveriges kung och sin bror Birger och därvid skaffat sig kontroll över stora delar av riket.
Erik hade innehaft Nyköpingshus 1302–1304 och 1305–1310. Sedan hertigarna hade tillfångatagit Birger i samband med Håtunaleken, satte de honom i fängelse på Nyköpingshus. När han blev fri flydde han till Danmark. Birger var gift med prinsessan Margareta eller Märta, dotter till kung Erik Klipping av Danmark. År 1309 invaderade Erik Menved av Danmark Sverige och trängde fram till Nyköping. Efter en månads belägring av Nyköpingshus återvände trupperna söderut.
Efter ingripande av de danska och norska kungarna nåddes år 1310 en förlikning. I freden i Helsingborg 1310 kom försoningen, då hertigarna förmådde kung Birger att gå med på att kungariket delades i tre delar. Hertigarna fick de västra delarna av Sverige, med undantag av slottet Tre Kronor i Stockholm, Kalmar slott och Borgholms slott samt större delen av Finland i kung Birgers rygg. Hertig Erik erhöll vid den svenska riksdelningen som ärftlig besittning bland annat landskapen Västergötland, Dalsland och Värmland. Birger tillerkändes inget inflytande i dessa områden. Erik var svärson till Norges kung Håkan Magnusson, och hade utsikt att vinna den norska kronan. Hertigarnas riksdel – liksom kungens – innehades med full ärftlig rätt. Den betraktades som en gemensam arvlott i riket. Vid den enes död utan arvingar skulle den överlevande hertigen ärva brodern. Eriks rike har av Michael Nordberg kallats ”den egentligen enda rent feodala statsbildningen som funnits i Sverige”.
Medan den största delen styrdes av Erik låg den minsta delen under kungens kontroll. Kung Birger närde därför en önskan att ena riket under sin egen styrelse.

## Gästabudet enligt Erikskrönikan
Ur Erikskrönikan:

Hertogane soffwo bade mädhan

ok lagho i thera sängh nakne.

Ther wider wordho the wakne

at dörren osakta up gik.

 - - -

Ther kom konungin gangande nidher,

stirnande öghom, hardla vreder.

”Minnes idher nakot aff Haatwna leek?

Fulgörla minnes han mik!

Thenne er ey bätre än hin!"
Under en resa till Kalmar på hösten 1317 hade Valdemar passerat Nyköping, då kungen inbjöd bägge att i försoningens tecken dricka jul på Nyköpingshus, tillsammans med honom, drottningen och hovet. Hertig Valdemar låg kvar där över natten och blev mycket hjärtligt mottagen. Behövde hans folk något och begärde någon en sak så fick han dubbelt upp, enligt rimkrönikans författare. Valdemar var positivt överraskad över kungens ändrade sinnelag. Han övertalade sin bror Erik att gå med på en bjudning på Nyköpingshus.
När hertigarna alltså kom till slottet erfor de att kungen hade ändrat sinnelag. Kungen gick själv ut för att möta sina bröder, tog dem i hand samt förde dem in i slottet under de vackraste fraser. Även drottning Märta visade sig glad och upprymd: "man sigher at man aldregh saa// drotningena swa gladha som tha". Om natten fick hertigarna sig anvisade sovrum på slottet. Under förevändning att det skulle bli bekvämare än på slottet, hade dock alla hertigarnas män anvisats logi ute i staden Nyköping. När den siste av dem gått ut genom slottsporten, reglades den väl till.
Efter mötesgästabudet, på natten mellan den 10 och 11 december 1317, överrumplades hertigarna av ett kompani armborstskyttar under kungens drots Johan von Brunkow, varvidlag kungen framställde åtgärden som hämnden för Håtunaleken. Detta framställs i källorna som hämnden för en elva år gammal oförrätt varigenom Birger för flera år framöver såg sig detroniserad: "Minns ni Håtunaleken? Alltför väl minns jag den. Den här lär inte bli bättre." I daggryningen gick kungens knektar runt i staden och tog alla hertigarnas överraskade män till fånga.

## Hertigarna fängslas

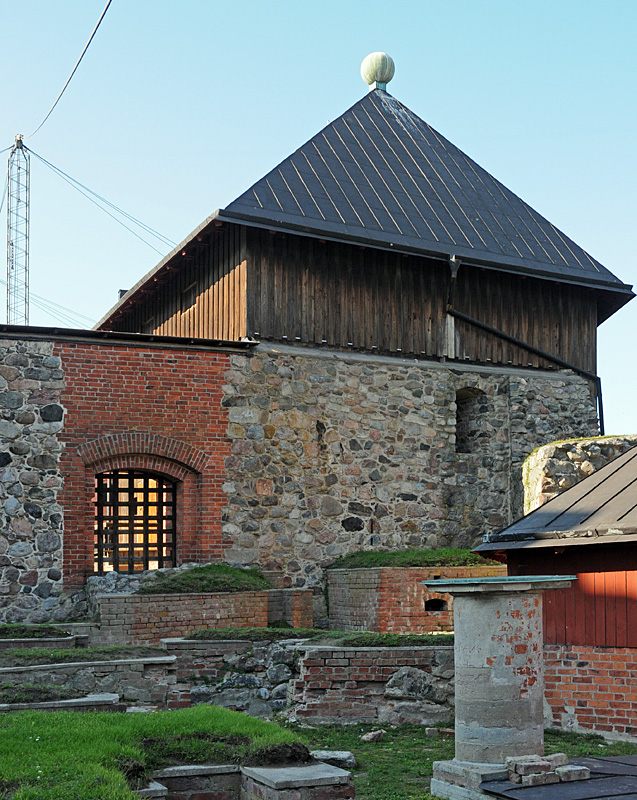
Fängelsetornet.

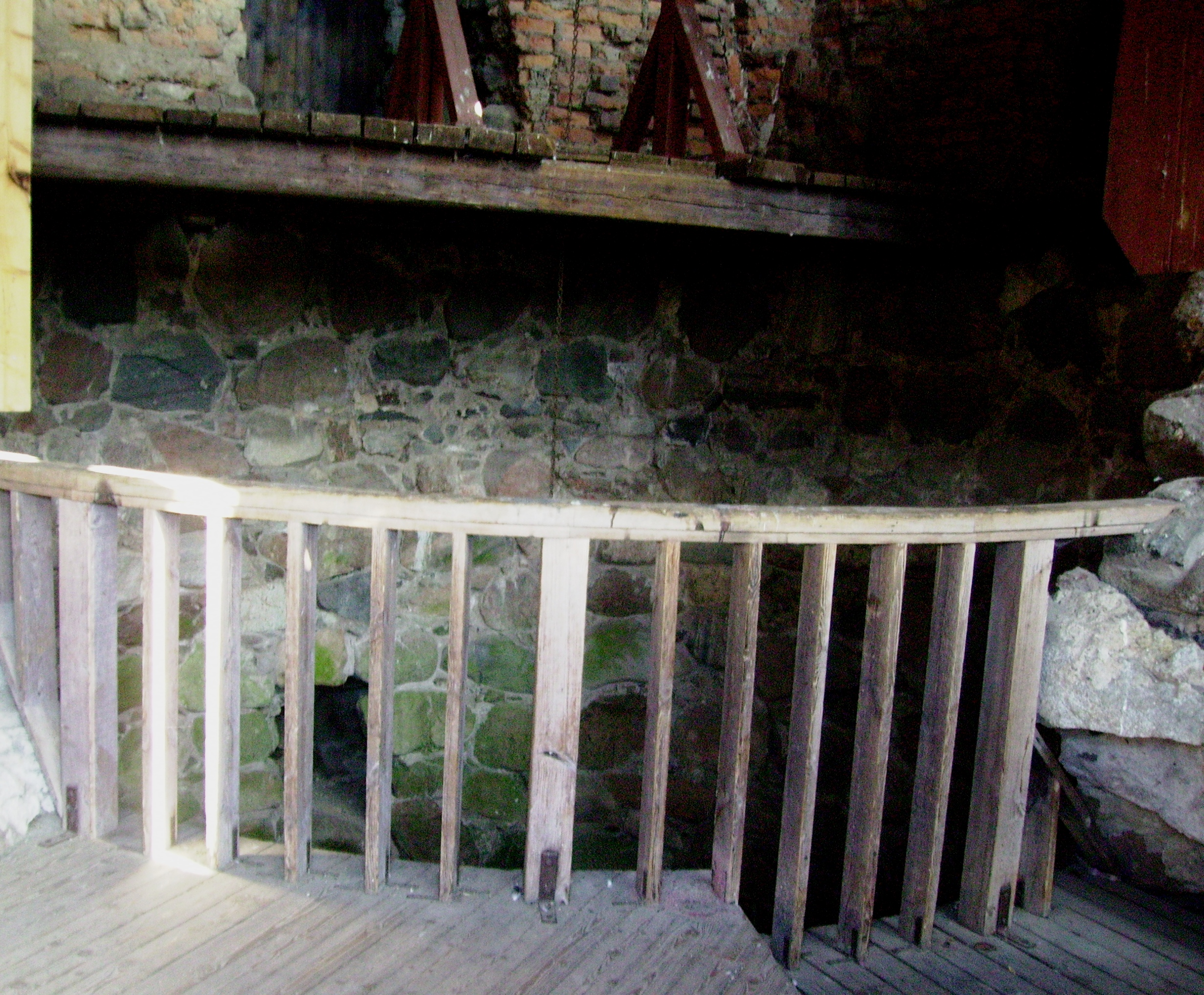
Fängelsehålan i Kärntornet.

Hertigarna kastades i Kärntornets runda, ännu bevarade, nedersta hålrum, där de satt fängslade med händerna fästa med bojor vid en stock och med halsjärn fjättrade vid väggen. När Birger nu hade utfört sin plan, slog han enligt krönikan i förtjusning ihop sina händer, skrattade högt och betedde sig som en vettvilling. Han utropade: "Nu haver jag Sverige i min hand!"
Bröderna kunde ana att de inte hade någon förskoning att vänta av Birger, så de lät upprätta ett gemensamt testamente efter fem veckor i fängelsehålan. Det daterades den 18 januari 1318 och finns bevarat, där de för sina själars frälsning instiftade kanonikat i Uppsala, Linköpings och Skara domkyrkor och skänkte pengar till kyrkor, kloster och hospital. En av testamentsexekutorerna var Birger Persson. Kort därefter dog de båda i fängelsehålan, enligt traditionen av en plågsam svältdöd.
Under tiden försökte kung Birger erövra Stockholm, men misslyckades, då han hade missbedömt det politiska läget i landet. Trots dansk hjälp kunde Birger inte stå emot upprorsrörelsen som bröt ut till hertigpartiets förmån. När kungen såg att han inte hade någon chans att hävda sig kastade han nyckeln till fängelsehålan, gästabudsnyckeln, ut i Nyköpingsån för att hertigarnas anhängare aldrig skulle finna den.
Hur bröderna dog är oklart; kanske mördades de, kanske svalt de ihjäl. Enligt Erikskrönikan avled Erik först, sedan Valdemar. Lagmannen i Uppland, Birger Persson, var en av de personer som bevittnade hertigarnas testamente, som upprättades den 18 januari 1318. Efter hertigarnas död år 1318 tog lagmannen, jämte Mats Kettilmundsson, ledningen i upproret mot kung Birger som ledde till att hertig Eriks treårige son Magnus valdes till kung följande år.
Troligen strax efter midsommar 1318, den 27 juni, intog hertigpartiet Nyköpingshus – och då återfann man hertigarnas kvarlevor, som kunde begravas. Enligt Erikskrönikan skall dock kropparna ha lämnats ut innan Nyköpingshus ens hade fallit. De begrovs i Stockholm.
Kung Birgers äldste son Magnus hade blivit vuxen, och höll stånd mot styrkor som försökte inta Nyköpingshus. Efter fästets fall rymde han med drotsen Johan von Brunkow, kallad Brunke, mot Gotland, men led enligt krönikan nederlag i en sjöstrid och togs till fånga. Brunke avrättades i Stockholm på den sandås som sedan dess kallats Brunkeberg.
Kungen och drottningen flydde från Nyköpingshus till Stegeborgs slott, som efter Nyköpings fall också gav upp. Kungaparet flydde vidare till Visby, medan deras son, junker Magnus, utlämnades till faderns fiender och fördes till slottet Tre Kronor i Stockholm. Från Gotland tog sig Birger och drottning Märta med unga döttrar vidare till Danmark, där han som underhåll fick gården Spegerborg nära Skælskør på västra Själland. Tronföljaren Magnus avrättades på Helgeandsholmen 1320. Den förutvarande kungen levde i fyra år efter Nyköpings gästabud. Hans och Märtas grav återfinns i Sankt Bengts kyrka i Ringsted.
Då återstod i Sverige Eriks änka och Valdemars änka, med en liten son var, samt den gamla änkedrottningen Helvig av Holstein, (Magnus Ladulås gemål). Den blivande kungen var hertig Eriks son Magnus, tre år gammal när han utropades.
Vilhelm Moberg har i Min svenska historia kallat Nyköpings gästabud en Shakespearesk episod; han utgick från att Erikskrönikans beskrivning, till och med de repliker krönikan lägger i kung Birgers mun, var hämtade direkt från det verkliga förloppet.

## Efterspelet
På sommaren 1319 valdes hertig Eriks treårige son Magnus Eriksson till Sveriges kung vid Mora stenar i Uppland. Omedelbart innan dess hade han blivit förklarad som Norges kung, efter sin morfar Håkon Magnussons död. Erikskrönikan författades på 1320-talet av en okänd författare, som under dess senare del  uppehåller sig vid tillspetsningen av maktkampen mellan Birger Magnusson och hans bröder, från Håtunaleken till Nyköpings gästabud. Krönikan författades för Magnus Eriksson som en furstespegel, där framför allt hertig Erik framstår som idealhjälten.

## Nyköpingshus idag
Nyköpings gästabud ägde rum i Kungshallen i Nyköpingshus, av vilket delar ännu bevarats i den Vasatidsanläggning som nu utgör museum. Där finns även en modell där man har sökt rekonstruera festen.

## Dramatiseringar
Nyköpings gästabud har framförts på scen i ett antal varianter. Det första torde vara 1912 - om detta vet man inte mycket - men det finns förevigat på fotografi av Otto Strömqvist.
Landsantikvarien Ivar Schnell skrev spelet Gästabudsspelet baserat på historien om gästabudet. Det uppfördes första gången 1942 på den årliga midsommarfesten på Nyköpingshus. Sedan midsommarfesterna upphört, uppfördes spelet årligen under juli månad på samma spelplats (Nyköpingsspelen).
År 1992 satte Uplands Nation i Uppsala upp studentspexet Hawtnaleek (Håtunaleken, med undertitlarna "I Djupa Källarvalven" eller "Bakom Lyckta Dörrar" eller "Fågel Fisk eller Mittimellan")  som ett led i nationens 350-årsfirande. Spexet hämtade stora delar av handlingen ur Erikskrönikan och visade, som sig bör med studentspex, den "sanna" historien om Håtunaleken och Nyköpings gästabud. Totalt gavs 14 föreställningar på Skandiascenen (nuvarande Reginateatern) där 11 av föreställningarna gavs för utsålda hus.
År 1997 uppfördes en annan version av gästabudsspelet, författad av Lennart Lidström och uppförd av Teater Sörmland och NAM-teatern. Pjäsen hade undertiteln ”Den som gräver en grop åt andra…” och var en storsatsning från både Teater Sörmlands, NAM-teatern (Nyköpings Amatörteaterförening) och Nyköpings kommuns sida. Spelet tog sin början i de tre kungabrödernas barndom och berättar historien som leder fram till det blodiga gästabudet 1317. Spelet blev, med sin medeltida marknad innan föreställningen och mäktiga masscener, mycket omtyckt, och år 2003 gjordes ännu en version av Lennart Lidström, denna gång med undertiteln ”dagen därpå”. Denna version tog sin början med gästabudet och behandlade effekterna av spelet mer grundligt.
År 2006 skrev den tjeckiske musikern Dan Fikejz och Rino Brezina en musikalversion av Nyköpings gästabud. Spelet uppfördes mellan 2006 och 2008. 2011-2016 uppförde Teater Sörmland en fjärde version av Nyköpings Gästabud med material från musikalen.  
År 2017 firade Nyköpings kommun Gästabudets 700-årsjubileum. Med anledning av detta gjordes åter en storsatsning i sammanbete Teater Sörmland. Ett nytt manus beställdes, denna gång skrivet av Karin Isaksson. Titeln blev ”Anno 1317” och pjäsen följer kvinnorna runt Gästabudet, både kungliga som kungabrödernas mor Helvig och prinsessan Ingeborg men också trälarna och tjänarna som arbetar på slottet. Uppsättningens syfte var att fråga vems historia vi valt att berätta och vem vi glömt bort. Denna föreställning spelades även sommaren 2018 och 2019. 
År 2020 skapade Teater Sörmland en smittsäkrad version av Nyköpings Gästabud, med anledning av restriktionerna kopplade till covid-19 pandemin. Denna version skrevs av Jerk Olsson Westin och vann Stora Turismpriset 2020.

## Övrigt
- Nyköpings gästabud förekommer som bakgrundshistoria till August Strindbergs drama Folkungasagan (1899).
- Det svenska metal-bandet Falconer släppte 2003 en koncept-skiva med namnet The Sceptre of Deception, i vilken texterna till största delen handlar om Nyköpings gästabud.
- Rapparen Patrik ”P.E.” Eriksson baserade 2012 sin låt "En tidsresa" på den historiska händelsen.
- Nils-Olof Franzén gav 1963 ut boken Agaton Sax och Byköpings gästabud i Agaton Sax-serien.